# Edmond Tălmăcean
Edmond Tălmăcean (n. 20 noiembrie 1967) este un om politic și de afaceri român.
Deține o rețea de cafenele și restaurante în București.
A intrat în politică e în 2002.
În 2004, a fost ales consilier local la primăria sectorului 2 din București pe listele PNL. În 2005 a trecut la PDL.
Din 2013 este membru al partidului Forța Civică.